# Hoyt Street – Fulton Mall
Hoyt Street – Fulton Mall – stacja metra nowojorskiego, na linii 2 i 3. Znajduje się w dzielnicy Brooklyn, w Nowym Jorku i zlokalizowana jest pomiędzy stacjami Borough Hall i Nevins Street. Została otwarta 1 maja 1908.